# 더블린 규약
더블린 규약(영어: Dublin Regulation)은 유럽으로 유입되는 난민에 대한 규약으로, 1997년 발효되었다.

## 개요
더블린 조약은 유럽으로 유입되는 난민의 망명 처리에 대한 49개 조항으로 구성된 조약으로, 1990년 6월 유럽 12개국이 아일랜드의 더블린에서 체결하고 1997년 발효되었다. 더블린 조약에 따르면 난민들은 처음 입국한 유럽 국가에서 난민 자격 심사를 받아야 하고, 다른 유럽 국가로 다시 이동하여 난민 자격 신청을 할 경우 처음 입국한 국가로 이송된다.

### 더블린 조약의 취지
- 난민 신청의 중복을 금지하여 심사의 효율성을 높임과 동시에 난민들이 망명 국가를 고르는 이른바 ‘망명지 쇼핑’을 방지한다.
- 망명 신청을 받은 국가가 난민 보호책임을 회피할 수 없도록 한다.[1]

## 역사
더블린 조약(영어: Dublin Regulation)은 1990년 아일랜드 더블린에서 벨기에, 독일, 프랑스, 영국, 그리스, 이탈리아, 아일랜드 등 EU 12개국이 서명한 더블린 회의로 처음 시작됐다. 이는 난민이 첫발을 디딘 나라에 난민신청을 하고 해당 국가가 처리하는 것을 원칙으로 한다. 난민들이 여러 나라에 무작위로 난민신청을 하는 이른바 "망명지 쇼핑"을 방지하기 위해서다. 이 조약은 이탈리아와 그리스 그리고 헝가리와 같이 지역적 지리로 인해 외부 국경을 가지고 있는 나라들에게 난민들에 대한 막중한 책임감을 부과한다는 비판을 받아오고 있다.

## 구성국
- 1990년 6월 15일: 유럽 12개국(벨기에, 덴마크, 프랑스, 독일, 그리스, 아일랜드, 이탈리아, 룩셈부르크, 네덜란드, 포르투갈, 스페인, 영국)
- 1997년 10월 1일: 오스트리아, 스웨덴 가입
- 1998년 1월 1일: 핀란드 가입
- 2003년 2월 18일: 덴마크를 제외한 EU 국가들(덴마크는 2006년에 다시 추가됨.)
- 2005년 6월 5일: 리히텐슈타인 가입
- 2008년 3월 1일: 스위스 가입
- 2013년 6월 26일: EU 28개국과 비유럽연합 4개국(노르웨이, 아이슬란드, 스위스, 리히텐슈타인)

## 법적 근거와 배경

### 1951 난민 지위에 관한 협약(영어:Convention relating to the status of refugee)

#### 체결 배경
제 2차 세계대전 이후 국제 사회의 문제로 대두된 난민 문제 해결을 위해 UN의 주재로 1951년 7월 2일부터 25일까지 제네바에서 회의가 열렸으며, 1951년 7월 28일 협약이 체결되었다.

#### 참가국
호주, 오스트리아, 벨기에, 브라질, 캐나다, 콜롬비아, 덴마크, 이집트, 프랑스, 독일, 그리스, 이라크, 이스라엘, 이탈리아, 룩셈부르크, 모나코, 네덜란드, 노르웨이, 스웨덴, 스위스, 터키, 영국, 북아일랜드, 미국, 베네수엘라, 유고슬라비아, 교황청 등 총 26개국이 참여하였으며, 쿠바와 이란은 참관인 자격으로 참가하였다.

#### 주요 내용
주요 내용으로 난민의 정의, 난민 지위 인정의 절차, 난민의 지위와 권리에 대한 규정 등을 기술하고 있으며 그 중 강제송환금지원칙이 대표적 규정이다. 강제송환금지원칙은 국적, 인종, 정치적 견해를 비롯한 개인 자유의 영역을 근거로 하여 개인의 생명이 위협받을 수 있거나 자유가 침해 될 가능성이 있는 국가로 난민 혹은 망명자를 되돌려 보내는 것을 금지하고 있다.
그러나 이 협약은 난민 지위 적용에 있어 해당 협정 체결 이전인 1951년 이전의 사람들에게만 적용된다는 시간적 한계점과 해당 협정 체결 국가를 비롯한 유럽 내로 국한한다는 지리적 한계점을 가지고 있다.

### 1967 난민 지위에 관한 의정서(영어:Protocol relating to the Status of Refugees)

#### 체결 배경
앞선 1951년 난민 지위에 관한 협약의 한계를 보완 및 개선하기 위해 체결된 조약으로 1967년 1월 31일 유엔총회에서 채택되었다.

#### 주요 내용
주요내용으로는 1951년 협약 당사국이 아니더라도 1976년 의정서에 가입 할 수 있다는 것과, 의정서의 체약국은 협약의 정의에 해당하는 난민에게 시간적, 지리적 제한없이 협약의 규정을 적용할 것을 동의하는 것이다.
- 난민 지위에 관한 협약과 의정서는 아래의 3가지를 주요 내용으로 한다.

1. 난민에 대한 기본정의, 난민지위 정지요건 및 난민지위 배제요건
2. 비호국에서의 난민의 법적 지위, 권리와 의무, 자신의 생명이나 자유가 위협받을 영역으로 강제 송환 되는 것으로부터 보호받을 권리
3. 유엔난민기구가 난민협약의 내용이 적절히 적용되고 있는 지를 감독하고 난민 보호 업무를 용이하게 수행할 수 있도록 도와야 할 체약국의 의무[10]

### 솅겐 조약

#### 개념
더블린 조약이 체결되는 배경으로 작용한 조약으로 26개국 - 유럽연합 내의 22개국+유럽자유무역연합(영어: EFTA) 소속 4개국 - 간에 체결된 국경개방조약이다.

#### 주요 내용
조약을 체결한 국가들을 하나의 솅겐 국가(영어: Schengenland)로 간주하고 해당 영역 내에서의 국경 검문·검색을 폐지하는 것을 주 내용으로 한다.

#### 시행 절차
회원국이 아닌 국가의 국민들은 솅겐 국가에 입국시 첫 입국 국가에서 심사를 받고 6개월 이내 90일간 회원국 내를 자유롭게 통행할 수 있다. 90일 이후에는 입국하고자 하는 국가의 비자를 새로 발급받아야 한다.

## 더블린 조약의 내용

### 더블린 컨벤션(영어:Dublin Convention)
- 연도: 1990년 6월 15일
- 가입국: 유럽 12개국(벨기에, 덴마크, 프랑스, 독일, 그리스, 아일랜드, 이탈리아, 룩셈부르크, 네덜란드, 포르투갈, 스페인, 영국)
- 주요내용: 유럽 각국이 공동으로 출입국을 관리하고 국경 시스템을 최소화하여 국가 간의 통행에 제한이 없게 한다는 내용을 담은 조약인 솅겐 조약을 배경으로 체결,[11] 1997년 9월 1일 정식으로 발효되었다.

### 더블린 조약Ⅱ
- 연도: 2003년 2월 18일
- 가입국: 덴마크를 제외한 EU 국가들
- 주요내용: 자체적인 관리·운영을 하기로 한 덴마크를 제외, 모든 EU 국가들이 조약에 가입하였다. 2003년부터 생체 측정 데이터베이스인 유로닥의 등장으로 더블린 조약의 적용이 보다 가속화되었다.[12]

### 더블린 조약Ⅲ
- 연도: 2013년 6월 26일
- 가입국: EU 28개국과 비유럽연합 4개국(노르웨이, 아이슬란드, 스위스, 리히텐슈타인)
- 주요내용: 2013년 6월 26일에 공포된 지 20일 째 되는 7월 19일부터 발효되었고, 발효일로부터 6개월 째 되는 첫째 날부터 적용되었다. 가입국 간의 법적 절차가 더욱 명확해져서, 가입국이 take charge 또는 take back을 요청하거나 요청 받은 경우 명시된 기간 안에 적절한 조치를 취하지 않으면 책임 국가가 된다. 더블린 조약Ⅱ의 내용 중 인도 조약(영어: humanitarian clause)과 같은 규정들은 더블린 조약Ⅲ와 함께 적용된다.
- 개선사항

1. 개별 인터뷰의 의무화
2. 이송결정에 대해 항소할 수 있는 권리 보장
3. 요청 시 무료 법률지원의 의무화
4. 아동 최선 이익 평가를 위한 자세한 요소들 서술
5. 항소 판결이 났을 때 이송 집행 정지를 위한 항소를 제기할 수 있는 가능성과 항소중인 이송 집행 정지 명령 결과를 기다리는 동안 그 나라에 체류할 수 있는 권리 보장
6. 가족 재결합 원칙을 위한 친척들과의 재결합에 대한 확장된 가능성[13]

### 유로닥(영어:EURODAC)

#### 개념
유로닥(영어: EURODAC)은 더블린 조약의 적용을 보다 가속화 하기 위해 고안된 생체 인증 데이터베이스 시스템이다.

#### 도입 취지
생체 데이터를 채취하여 유럽연합과 더불어 더블린 조약을 체결한 국가들 (비유럽연합 4개국: 노르웨이, 아이슬란드, 스위스, 리히텐슈타인) 중 어떤 국가가 난민의 수용에 대한 책임이 있는지를 판단하고, 난민 신청을 여러 국가에서 중복 할 수 없게 만들어 난민 심사의 효율성을 제고함과 동시에 이른바 망명지 쇼핑을 막기 위해 고안되었다.

#### 시행 절차
유로닥(영어: EURODAC) 시스템 하의 참가국들은 난민 혹은 망명을 원하는 14세 이상의 모든 사람들에 대해 반드시 지문을 채취하여야 한다. 지문의 채취 과정은 유럽인권보호조약과 유엔아동권리협약에 의거하여 시행된다. 채취된 지문은 유로닥(영어: EURODAC) 데이터 베이스에 72시간 내에 등록되어야 하며, 필요시 사용 가능한 정보의 경우 HIT로 표시되고 사용이 불가능한 정보인 경우 NO HIT로 표시된다.

#### 난점
최근에는 난민 수용을 회피할 목적으로 지문 채취를 실시하지 않거나 누락하는 국가들이 발생하고 있다. 또한 난민 주도의 범죄가 늘어나면서, 실질적인 난민 데이터의 관리가 이루어지고 있는가에 대한 실효성 논란이 일고있다. 지난 2016년 7월 독일 뷔르츠부르크에서 발생한 열차내 도끼만행 사건의 피의자 역시 16세의 난민으로 유로닥(영어: EURODAC)에 지문 기록을 남겼으나, 관리 당국의 확인이 제대로 이루어지지 않았음이 드러났다. 이로 인해 최근 유럽 각국에서는  망명자 혹은 난민들의 휴대전화 내 사진이나 소셜네트워크서비스에 위험한 게시물 여부를 확인하는 등 다양한 방식을 통해 유로닥(영어: EURODAC)이 가지는 허점을 보완해나가고 있다.

## 더블린 조약과 EU

### 더블린 조약의 현황
유럽 내 더블린 조약이 발효된 이후 일부 국가들은 과도한 난민 부담을 지게 되었다. 특히 지리적으로 지중해와 발칸반도에 위치한 국가들은 북아프리카와 중동에서 유입되는 난민들에 의해 불균등한 난민 집중 현상을 겪고 있다. 특히 시리아 내전 이후 많은 난민들이 발칸반도와 지중해를 통해 그리스와 이탈리아 등 유럽 외곽 국가들로 유입되었고, 이에 따라 난민의 수를 감당할 수 없었던 외곽 국가들은 난민들의 입국을 사전에 막기 위해 국경을 폐쇄하고 난민들의 입국을 증명하는 지문의 채취를 고의로 생략하는 등 더블린 조약의 규정을 피하기 위한 움직임을 보이고 있다.
실제로 더블린 조약은 그동안 실효를 거두지 못하고 있었는데, 구체적 사례로 2011년 유럽인권법원에서는 그리스의 난민 수용 제도가 미흡함을 이유로 다른 EU 국가들이 난민들을 그리스로 재송환시키는 것을 금지시켰다. 이러한 사유로 2013년에 난민 7만 6000여명 중 첫 입국 국가로 송환된 사람은 1만 6000여명에 불과하였다.

## 문제점과 대안
효성, 유럽 국가 간의 불공정성으로 인한 갈등, 난민들의 인권 문제 등을 근거로 더블린 조약의 폐기를 주장하고 있다.
더블린 조약은 유럽 내 난민 처리 방식에서 효율성을 높이려던 본래 취지와는 달리 망명 신청 과정에서 심각한 지연 현상을 보이고 있다. 뿐만 아니라 자국으로 들어온 난민에 대해서만 책임을 지게 되는 규정 때문에 국경을 폐쇄하여 난민의 입국을 거부 회피하고 있다.
유럽으로 들어오는 과정에서 첫 입국 국가가 난민에 대한 보호 책임을 져야 한다는 규정은 몇몇 유럽 외곽 국가들이 유럽 내륙 국가들에 비해 과도한 부담을 지게 만들었다. 유럽으로 들어오는 대부분의 난민들이 북아메리카와 중동 지역 출신이라는 것을 감안하면 이탈리아와 그리스가 대부분의 난민 부담을 짊어지고 있는 상황이다. 시리아 내전 이후 유럽으로 넘어오는 난민과 불법 이민자들의 수가 급격히 증가하면서 두 나라와 다른 EU 회원국들 사이에 갈등의 골은 점점 깊어지고 있다.

유럽 난민 및 망명 위원회(영어: ECRE)와 유엔 난민 기구에 따르면 더블린 조약에 근거한 난민 처리 시스템은 난민들을 효과적으로 보호하는 데에 실패하였다고 한다. 유럽으로 들어온 난민들은 조약의 규정으로 인해 자신들의 의지와는 상관없이 첫 입국 국가로 망명 신청을 해야 한다. 이는 난민들의 의사나 상황은 고려하지 않은 채 처음으로 입국하게 된 유럽국가로 망명을 강요함으로써 난민들의 법적 권리를 무시하는 제도라고 비판 받고 있다. 뿐만 아니라 이러한 조치는 난민들을 박해의 위험에 노출 시킬 수도 있으며, 전체적으로 난민들의 통합을 저해하는 결과를 초래할 수 있다.

### 대안으로 제시된 난민 쿼터제

#### 개념
난민 쿼터제란 난민 할당제로도 불리며 지중해 상에서 빈번히 일어나는 난민 참사를 예방하고, 난민이 남유럽 국가와 독일 등 일부 국가들에 편중되는 문제를 해결하기 위하여 제시된 대안이다. 현재 중동에서 발발한 시리아 내전으로 인해 많은 난민들이 유럽으로 넘어오고 있고 난민 문제가 어느 때보다 심각하게 대두 되고 있는 지금, 유럽 전체가 함께 그 부담을 나눠야 한다는 취지에서 등장하였다.

#### 내용
난민 쿼터제는 EU 국가들 사이에 합법적으로 수용해야 하는 난민의 수를 할당하는 제도로써 법적 구속력을 지니고 있다. 난민 할당 수는 해당국의 인구 수, 경제 지표, 그리고 이전 난민 신청자의 수치 등 여러 요인을 고려하여 산정한다. 2015년 9월 EU에서 그리스, 이탈리아로 들어온 난민 16만명을 회원국에 할당하는 안에 대해 투표를 진행하였고, 법안이 통과되었다. 투표 방식으로는 단순 1국가 1투표가 아닌, 회원국의 인구·경제력을 감안하여 차등 투표권을 제공하는 방식을 채택하였고, EU 인구의 65%, 회원국의 55%가 찬성하면 가결되는 형식을 택하였다.

#### 반대 국가
투표 당시 체코, 슬로바키아, 루마니아, 헝가리는 반대표를 행사하였고 핀란드는 기권하였다. 난민 쿼터제 법안이 통과된 후에도 여러 국가들이 경제적인 이유로 난민 수용에 난색을 표하고 있으며, 헝가리의 경우 난민쿼터제 수용 여부를 묻는 국민투표를 진행을 하는 등 정부 차원에서 반대 입장을 고수하고 있다. (2016년 헝가리 이민자 쿼터제 국민투표)

## 다른 나라의 난민 정책과 현황

### 난민 인정 절차
난민 인정 절차는 한국, 미국, 캐나다 등 대부분의 나라에 적용되며 크게 난민 인정 신청, 심사, 결정 및 통보의 단계로 구분된다.

난민 인정 신청의 단계는 난민이 해당 국가에 난민 인정 신청을 하는 단계이고 구체적인 방법에서는 각 나라마다 약간의 차이가 있다.

그 후 관련 기관에서 난민 신청자들의 면담이 이루어진다. 면담에서는 서류의 사실 확인과 신청자가 본국을 떠날 수 밖에 없었던 이유와 본국에 돌아갈 수 없는 이유 등 신청자가 난민의 자격 요건을 갖추었는지 확인한다. 유엔난민 고등판무관이 정한 국제 난민 기준에 의하면 종교적 신념이나 사상이 다르다는 이유, 인종이나 국적, 사회적 특수 집단 등의 사유로 박해를 받는 사람들이 난민에 포함된다. 신청자들은 대부분 본국을 급하게 떠나와서 객관적인 증거를 제출하는 것이 어렵기 때문에 면담 내용이 신청자들의 난민 인정 판단에서 결정적인 자료가 된다. 따라서 각 나라들에서는 신청자들이 진술을 정확하게 할 수 있도록 도움을 주고 있다. 예를 들어 우리나라의 경우 신청자가 비용을 지불할 시 변호사를 선임하여 면담에 동행할 수 있다.

면담이 끝나면 해당 기관이 신청서와 면담 내용을 바탕으로 난민 인정 여부를 결정한다. 난민 요건에 해당하지 않지만 인도적인 이유로 인도적 체류 허가 결정을 내리기도 한다. 인도적 체류 허가는 난민법 제2조 제3호에 의해 비인도적인 처벌 또는 그 밖의 상황으로 인하여 생명이나 신체의 자유 등을 침해 당할 수 있다고 판단되는 경우에 해당된다.

### 난민 수용 현황

#### 한국
- 아시아 최초의 난민법 제정 국가이며 2013년 7월에 아시아에서 최초로 ‘난민법’을 시행했다.
- 한국의 난민 신청자는 2010년 423명, 2011년 1011명, 2012년 1043명, 2013년 1574명, 2014년 2896명으로 꾸준히 증가하고 있다.
- 난민 수용률은 2.2%로 유엔 난민 협약국의 난민 인정률 평균인 38%와 큰 차이를 보인다.
- 1994년부터 2015년 7월 말까지 한국에 난민 신청을 한 시리아 난민은 760여 명이며 한국은 이 중 3명을 난민으로 인정했다. 그리고 570여 명에 대해서는 인도적 체류를 허가했다.[24]

#### 미국
- 1975년부터 현재까지 약 3백만 명의 난민을 받아들였으며 이는 전 세계 나라에서 가장 많은 수이다.
- 미 국무장관은 2016 회계연도에 최소한 8만 5천 명을 받아들이겠다고 밝혔으며 1만 명의 시리아 난민이 이에 포함된다.
- 미 국무장관은 2017 회계연도에 총 난민 수용자 수를 10만 명으로 올리는 것을 목표로 하겠다고 발표했다.
- 2011년부터 2015년 9월까지 1600여 명의 시리아 난민을 수용했다.
- 시리아 난민들을 위해 40억 달러 이상의 인도적 지원을 제공하고 있다.[25][26]

## 참고 문헌 및 관련 링크
- 1951 Convention Relating to the Status of Refugees(http://www.refworld.org/docid/3be01b964.html)
- 1967 Protocol relating to the Status of Refugees(http://www.refworld.org/docid/3ae6b3ae4.html)
- 더블린 조약 두산백과(https://terms.naver.com/entry.nhn?docId=2843289&cid=40942&categoryId=31659)
- 공익법센터 어필-더블린조약(http://www.apil.or.kr/1788 보관됨 2016-10-27 - 웨이백 머신)